# Pontgouin
Pontgouin ist eine französische Gemeinde mit 1.117 Einwohnern (Stand: 1. Januar 2022) im Département Eure-et-Loir in der Region Centre-Val de Loire. Pontgouin gehört zum Arrondissement Chartres und zum Kanton Illiers-Combray. Die Einwohner werden Gonipontins genannt.

## Geographie
Pontgouin liegt etwa 24 Kilometer westnordwestlich von Chartres an der Eure. Umgeben wird Pontgouin von den Nachbargemeinden Digny im Norden, Billancelles im Osten, Landelles im Süden und Südosten, Le Favril im Süden sowie Saint-Maurice-Saint-Germain im Westen.
Der Bahnhof der Gemeinde liegt an der Bahnstrecke Paris–Brest und wird im Regionalverkehr mit TER-Zügen bedient.

## Bevölkerung
| Bevölkerungsentwicklung    | Bevölkerungsentwicklung | Bevölkerungsentwicklung | Bevölkerungsentwicklung | Bevölkerungsentwicklung | Bevölkerungsentwicklung | Bevölkerungsentwicklung | Bevölkerungsentwicklung | Bevölkerungsentwicklung |
| -------------------------- | ----------------------- | ----------------------- | ----------------------- | ----------------------- | ----------------------- | ----------------------- | ----------------------- | ----------------------- |
| Jahr                       | 1962                    | 1968                    | 1975                    | 1982                    | 1990                    | 1999                    | 2006                    | 2018                    |
| Einwohner                  | 922                     | 936                     | 1389                    | 833                     | 854                     | 875                     | 986                     | 1097                    |
| Quellen: Cassini und INSEE |                         |                         |                         |                         |                         |                         |                         |                         |

## Sehenswürdigkeiten
- Kirche Saint-Lubin
- Schloss La Rivière aus dem 17. Jahrhundert
- Schloss Les Vaux aus dem 19. Jahrhundert
- Herrenhaus und Gutshof Plessy
- Schleuse von Boizard, der Ausgangspunkt des Eure-Kanal, seit 1910 Monument historique

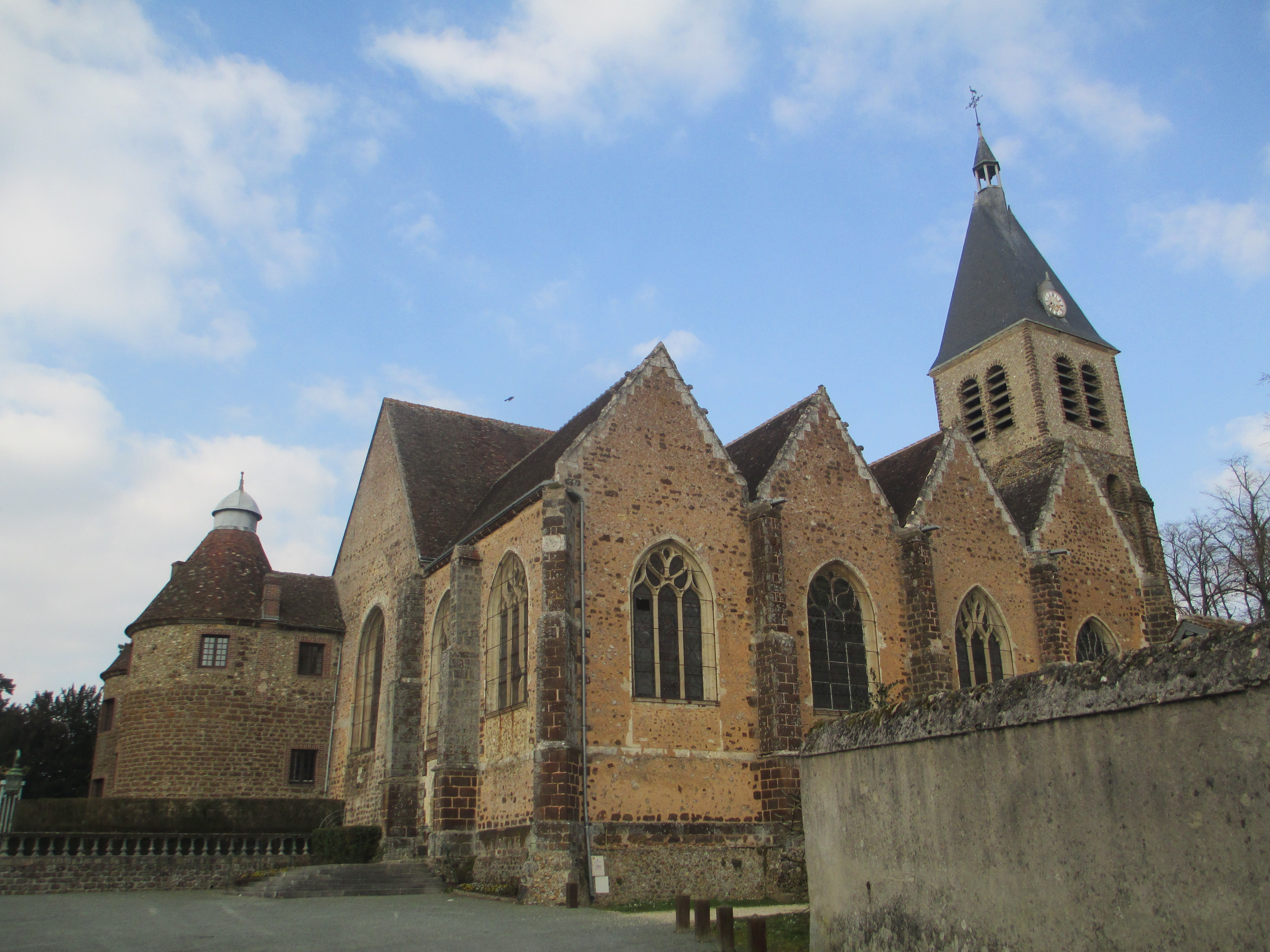
Kirche Saint-Lubin
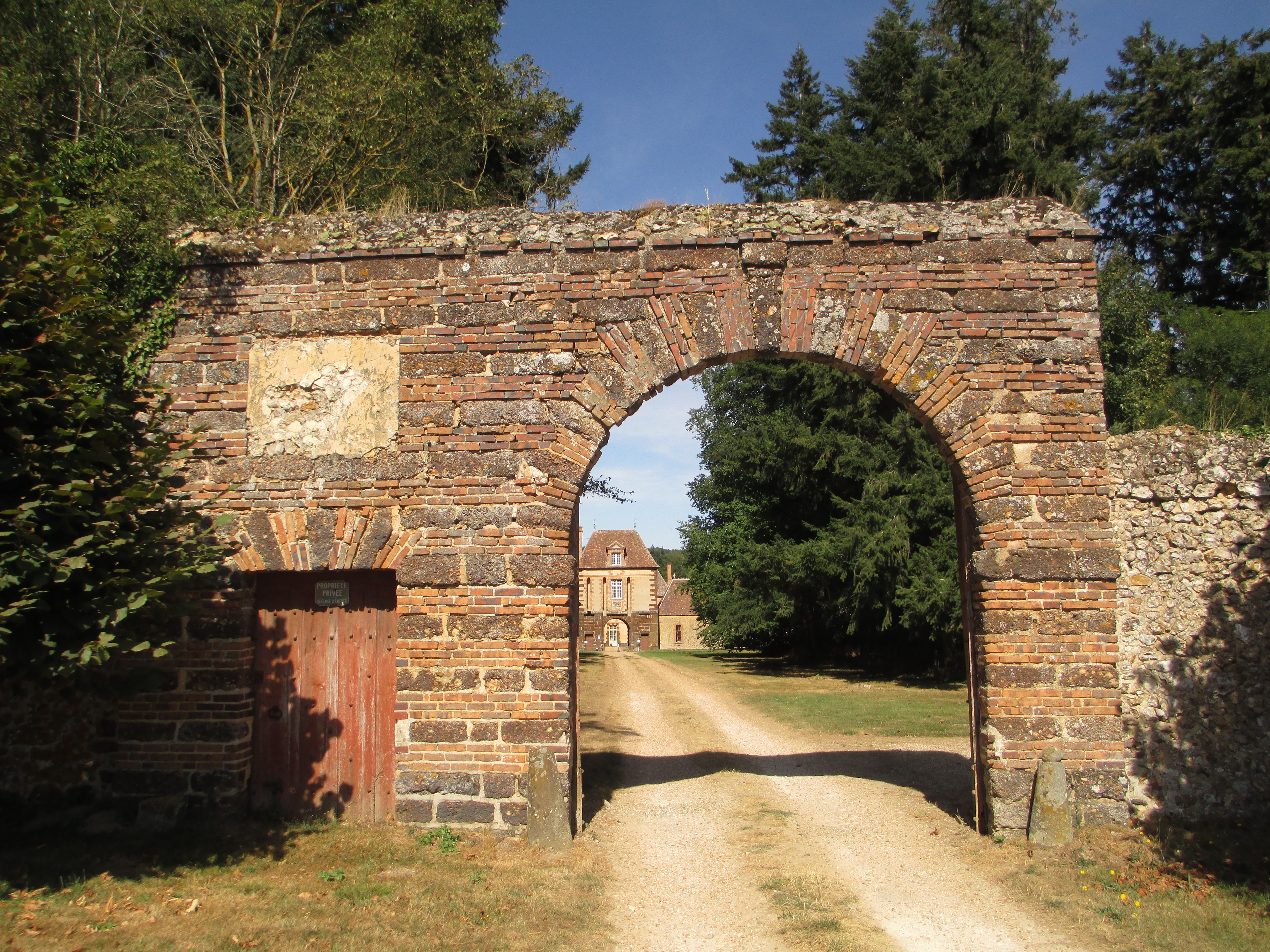
Tor zum Schloss La Rivière
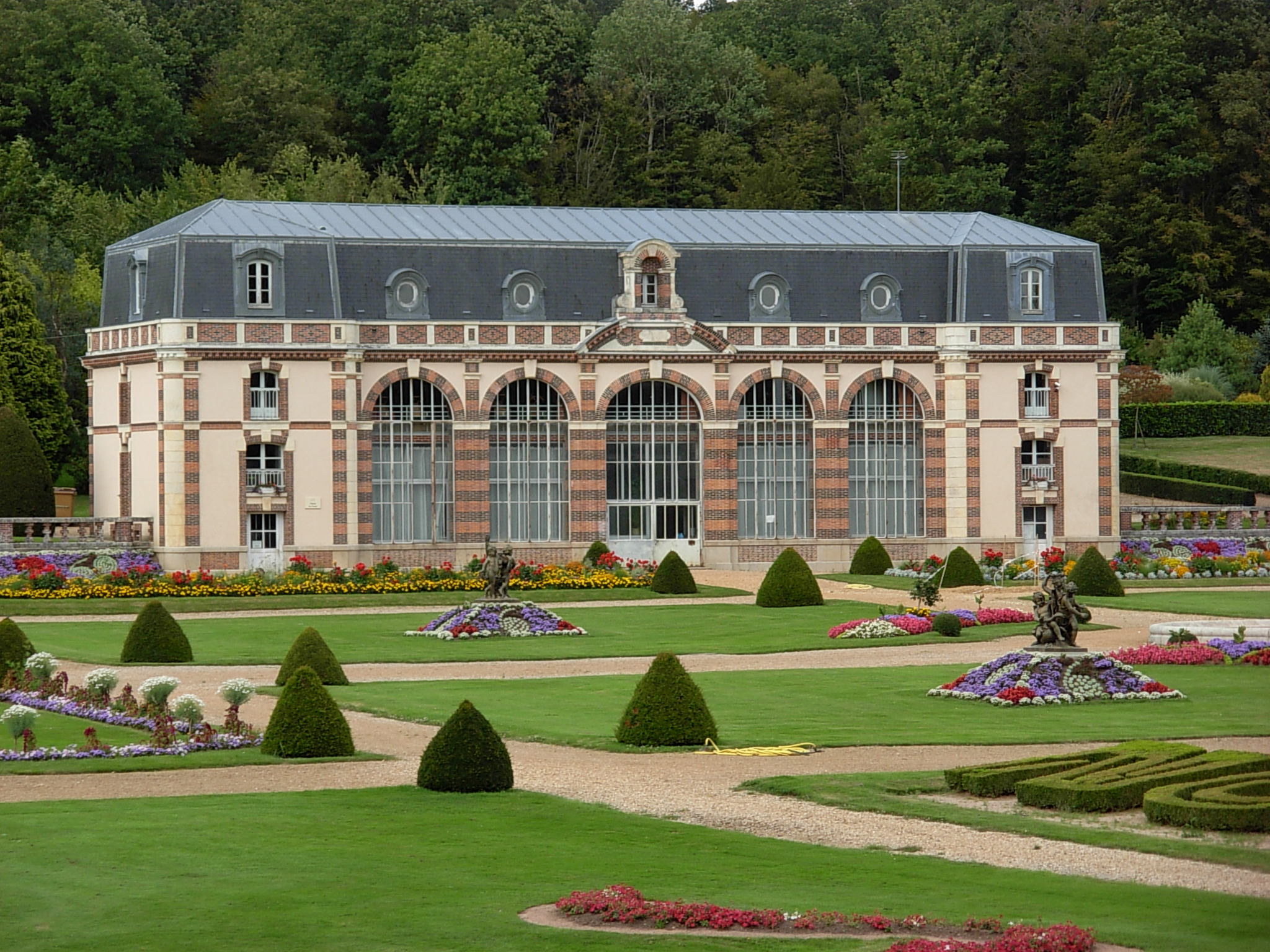
Orangerie des Schlosses Les Vaux
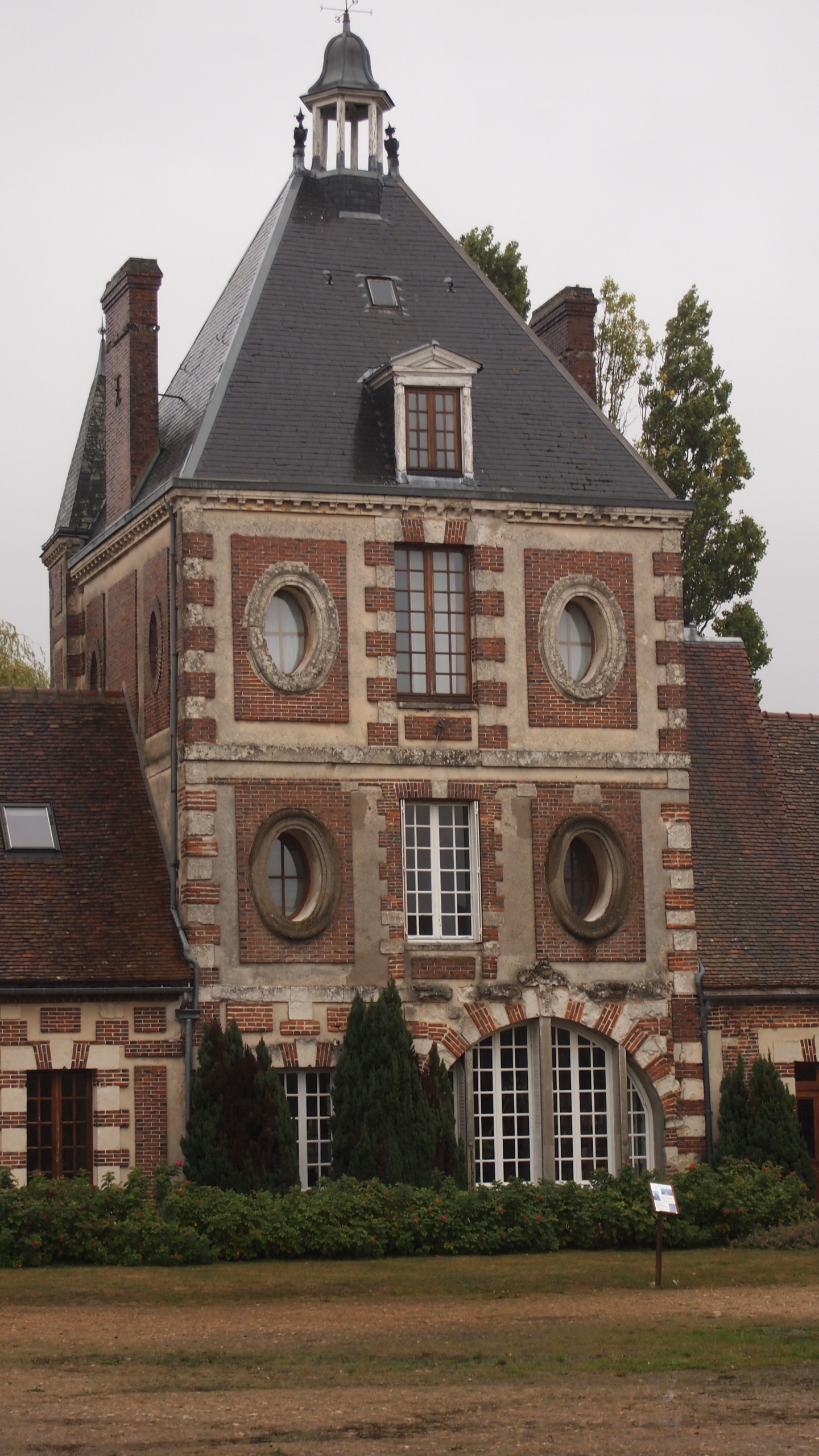
Gutshof Plessy

## Persönlichkeiten
- Louis-Édouard Pie (1815–1880), Bischof von Poitiers und Kardinal